# Ruta Nacional 197 (Japón)
La Ruta Nacional 197 (国道197号 Kokudō 197-gō?) es una ruta nacional que une las ciudades de Kochi de la Prefectura de Kochi y Ooita de la Prefectura de Ooita.

## Características
Desde la Ciudad de Kochi hasta la Ciudad de Susaki, ambas en la Prefectura de Kochi, y en un tramo dentro de la Ciudad de Oozu de la Prefectura de Ehime, comparte su trayecto con la Ruta Nacional 56.
Por otra parte, la comunicación entre las regiones de Shikoku y Kyushu se realiza mediante un servicio de ferry, cuya concesión la tiene la empresa Kokudo Kyushi Ferry. Este servicio comunica los puertos de Misaki (三崎港 Misaki-kō?) del lado de la Prefectura de Ehime y Saganoseki (佐賀関港 Saganoseki-kō?) del lado de la Prefectura de Ooita. Para este tramo también hay un puente proyectado.
Tuvo tramos en mal estado, principalmente en el Pueblo de Tsuno (津野町 Tsuno-chō?) del Distrito de Takaoka (高岡郡 Takaoka-gun?) de la Prefectura de Kochi y en la Península de Sadamisaki de la Prefectura de Ehime. Actualmente, exceptuando un tramo entre la Ciudad de Yawatahama y lo que fue el Pueblo de Honai (fue absorbida por la Ciudad de Yawatahama) del Distrito de Nishiuwa, cuenta con 2 carriles por sentido.
El tramo que corre por la Prefectura de Ooita es conocido como Camino de Ehime (愛媛街道 Ehime-kaidō?), siendo desde tiempos remotos una ruta importante.
El tramo que corre por la Península de Sadamisaki es conocido como Melody Line (メロディーライン Merodī-rain?).

## Datos
- Distancia recorrida: 223,1 km
- Punto de inicio: Cruce Kenchomae (県庁前交差点 Kenchōmae-kōsaten?) en la Ciudad de Kochi de la Prefectura homónima. Punto final de las rutas nacionales 32 y 55; punto de inicio de las rutas nacionales 33, 56, 194, 195 y 493.
- Punto final: Cruce Oomichirikubashikita (大道陸橋北交差点 Oomichirikubashikita-kōsaten?) en la Ciudad de Ooita de la Prefectura homónima. Punto de inicio de la Ruta Nacional 57, punto final de la Ruta Nacional 210 y cruce con la Ruta Nacional 10.

## Historia
- 1963: el 1° de abril el tramo comprendido entre las ciudades de Ooita y Oozu de la Prefectura de Ehime pasa a ser la Ruta Nacional Secundaria 197.
- 1965: el 1° de abril pasa a ser simplemente la Ruta Nacional 197.
- 1970: el 1° de abril incorpora el tramo entre las ciudades de Oozu y Kochi.

## Localidades que atraviesa
- Prefectura de Kochi
  - Ciudad de Kochi
  - Pueblo de Haruno del Distrito de Agawa
  - Ciudad de Tosa
  - Ciudad de Susaki
  - Pueblo de Tsuno del Distrito de Takaoka
  - Pueblo de Yusuhara del Distrito de Takaoka

- Prefectura de Ehime
  - Pueblo de Kihoku del Distrito de Kitauwa
  - Ciudad de Seiyo
  - Ciudad de Oozu
  - Ciudad de Yawatahama
  - Pueblo de Ikata del Distrito de Nishiuwa

- Prefectura de Ooita
  - Ciudad de Ooita

## Principales empalmes
- Rutas Nacionales 32, 33, 55 y 195 (Ciudad de Kochi)
- Ruta Nacional 494 (Ciudad de Tosa)
- Ruta Nacional 56 (Ciudad de Susaki, Ciudad de Oozu)
- Ruta Nacional 439 (Pueblo de Tsuno)
- Ruta Nacional 440 (Pueblo de Yusuhara)
- Ruta Nacional 320 (Pueblo de Kihoku)
- Ruta Nacional 441 (Ciudad de Oozu)
- Ruta Nacional 378 (Ciudad de Yawatahama)
- Ruta Nacional 217 (Ciudad de Ooita)
- Rutas Nacionales 10, 57 y 210 (Ciudad de Ooita)